# Rút

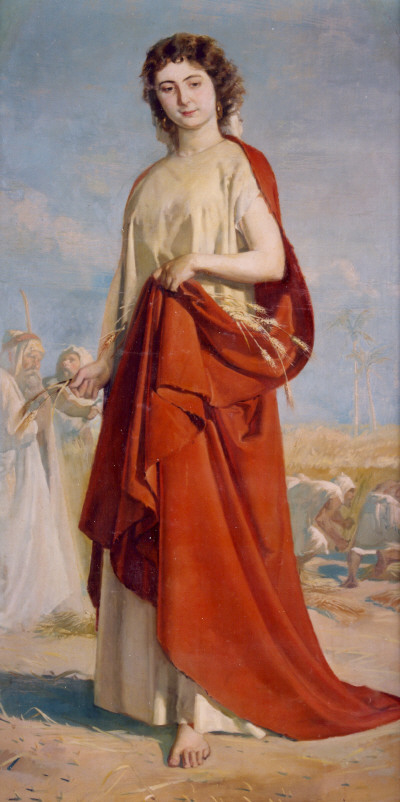
Rút, Antonio Cortina Farinós

Rút (hebrejsky רות‎, Rut, vykládá se jako „Společnice“, „Napojení“ či „Družka“) je biblická postava, žena moábského původu, prababička krále Davida. O tom, jak se dostala do Davidova rodokmenu, vypráví stejnojmenná starozákonní kniha Rút, jeden z pěti svátečních svitků, tzv. megillot.
Rút byla Moabkou, která se vdala za Izraelitu, který za doby bídy v Izraeli odešel za prací do Moabu. Když zemřel, její tchyně Noemi se vrátila do Izraele. Rút se rozhodla, na rozdíl od své švagrové Orpy, odejít s ní. Je známá následujícím prohlášením, směřovaným k její tchyni: 
Kamkoli půjdeš, půjdu, 

Kdekoli zůstaneš, zůstanu. 

Tvůj lid je mým lidem a tvůj Bůh je mým Bohem. 

Kde umřeš ty, umřu i já a tam budu pochována. 

Ať se mnou Hospodin udělá, co chce! 

Rozdělí nás od sebe jen smrt. (Rt 1:16-1:17)

V Izraeli pak se vdala za Bóaze, Davidova praděda, kterého židovská tradice ztotožňuje se soudcem Ibsánem.
Jelikož se Rút stala prababičkou Davidovou, je zmiňována i v Novém zákoně spolu s dalšími třemi ženami (Támar, Rachab a Batšebou) v rodokmenu Ježíšově (Srov. Mt 1,5).